# Saint-Laurent-Blangy
Saint-Laurent-Blangy és un municipi francès situat al departament del Pas de Calais i a la regió dels Alts de França. L'any 2007 tenia 5.531 habitants.

## Demografia

### Població
El 2007 la població de fet de Saint-Laurent-Blangy era de 5.531 persones. Hi havia 2.307 famílies de les quals 669 eren unipersonals (241 homes vivint sols i 428 dones vivint soles), 727 parelles sense fills, 630 parelles amb fills i 281 famílies monoparentals amb fills.
La població ha evolucionat segons el següent gràfic:
Habitants censats

### Habitatges
El 2007 hi havia 2.442 habitatges, 2.358 eren l'habitatge principal de la família, 1 era una segona residència i 83 estaven desocupats. 1.682 eren cases i 757 eren apartaments. Dels 2.358 habitatges principals, 1.393 estaven ocupats pels seus propietaris, 933 estaven llogats i ocupats pels llogaters i 33 estaven cedits a títol gratuït; 19 tenien una cambra, 204 en tenien dues, 390 en tenien tres, 604 en tenien quatre i 1.141 en tenien cinc o més. 1.592 habitatges disposaven pel capbaix d'una plaça de pàrquing. A 1.272 habitatges hi havia un automòbil i a 686 n'hi havia dos o més.

### Piràmide de població
La piràmide de població per edats i sexe el 2009 era:
| Homes | Edats   | Dones |
| ----- | ------- | ----- |
| 0     | 95 o +  | 4     |
| 8     | 90 a 94 | 36    |
| 36    | 85 a 89 | 57    |
| 21    | 80 a 84 | 44    |
| 58    | 75 a 79 | 99    |
| 109   | 70 a 74 | 86    |
| 52    | 65 a 69 | 142   |
| 139   | 60 a 64 | 143   |
| 139   | 55 a 59 | 118   |
| 271   | 50 a 54 | 253   |
| 197   | 45 a 49 | 248   |
| 140   | 40 a 44 | 180   |
| 208   | 35 a 39 | 227   |
| 190   | 30 a 34 | 211   |
| 255   | 25 a 29 | 260   |
| 150   | 20 a 24 | 139   |
| 182   | 15 a 19 | 201   |
| 196   | 10 a 14 | 239   |
| 160   | 5 a 9   | 193   |
| 139   | 0 a 4   | 160   |

## Economia
El 2007 la població en edat de treballar era de 3.651 persones, 2.626 eren actives i 1.025 eren inactives. De les 2.626 persones actives 2.339 estaven ocupades (1.187 homes i 1.152 dones) i 287 estaven aturades (123 homes i 164 dones). De les 1.025 persones inactives 325 estaven jubilades, 349 estaven estudiant i 351 estaven classificades com a «altres inactius».

### Ingressos
El 2009 a Saint-Laurent-Blangy hi havia 2.490 unitats fiscals que integraven 5.784 persones, la mediana anual d'ingressos fiscals per persona era de 17.528 €.

### Activitats econòmiques
Dels 399 establiments que hi havia el 2007, 4 eren d'empreses extractives, 8 d'empreses alimentàries, 2 d'empreses de fabricació de material elèctric, 20 d'empreses de fabricació d'altres productes industrials, 47 d'empreses de construcció, 103 d'empreses de comerç i reparació d'automòbils, 17 d'empreses de transport, 12 d'empreses d'hostatgeria i restauració, 15 d'empreses d'informació i comunicació, 22 d'empreses financeres, 14 d'empreses immobiliàries, 77 d'empreses de serveis, 38 d'entitats de l'administració pública i 20 d'empreses classificades com a «altres activitats de serveis».
Dels 68 establiments de servei als particulars que hi havia el 2009, 1 era una oficina de correu, 3 oficines bancàries, 2 funeràries, 8 tallers de reparació d'automòbils i de material agrícola, 1 taller d'inspecció tècnica de vehicles, 1 establiment de lloguer de cotxes, 1 autoescola, 3 paletes, 4 guixaires pintors, 6 fusteries, 12 lampisteries, 8 electricistes, 4 empreses de construcció, 2 perruqueries, 6 restaurants, 3 agències immobiliàries i 3 salons de bellesa.
Dels 18 establiments comercials que hi havia el 2009, 2 eren supermercats, 1 un supermercat, 1 una gran superfície de material de bricolatge, 2 fleques, 2 carnisseries, 1 una carnisseria, 1 una peixateria, 1 una llibreria, 1 una botiga de roba, 1 una sabateria, 1 una botiga de material de revestiment de parets i terra i 4 floristeries.
L'any 2000 a Saint-Laurent-Blangy hi havia 7 explotacions agrícoles que ocupaven un total de 434 hectàrees.

## Equipaments sanitaris i escolars
El 2009 hi havia 3 farmàcies i 2 ambulàncies.
El 2009 hi havia 1 escola maternal i 2 escoles elementals.

## Poblacions més properes
El següent diagrama mostra les poblacions més properes.